# John Mortimer Fourette Smith
John Mortimer Fourette Smith (Orange, Nueva Jersey, 23 de junio de 1935-Lawrenceville, 22 de enero de 2019) fue un obispo católico estadounidense.

## Biografía
Fue designado para ocupar los cargos de obispo auxiliar en la arquidiócesis de Newark, Nueva Jersey de 1987 a 1991; posteriormente el papa Juan Pablo II lo nombró obispo de Pensacola-Tallahassee en el estado de Florida de 1991 a 1995 para posteriormente ser designado obispo coadjutor de la diócesis de Trenton en Nueva Jersey, cargo en el cual comenzó a ser titular a partir del 30 de junio de 1997 y se mantuvo en este puesto hasta el 1 de diciembre de 2010 en que presentó su renuncia al cargo por edad convirtiéndose hasta el día de su muerte en obispo emérito de Trenton.
Falleció a la edad de 83 años en Lawrenceville, siendo su muerte anunciada por su sucesor en la diócesis de Trenton, el obispo David M. O’Connell.